# リコ山
リコ山 (ポルトガル語: Monte Lico, 英語: Mount Lico) は、モザンビーク北部、ザンベジア州のアルト・モロクエ郡にある残丘である。

## 解説
人間が侵入した痕跡がほとんどなく、原生の熱帯雨林が残されていることで知られる。標高は1,100mほどであるが、周囲の平地からは最大700mにも及ぶほぼ垂直の岸壁によって隔てられており、それゆえ人間の侵入をほとんど許してこなかった。山頂部にある火山性のクレーター内には森林が存在するが、その面積は約30ヘクタールにすぎない。
2012年、リコ山はオックスフォード・ブルックス大学のジュリアン・ベイリスにより、科学的に重要な価値をもつ場所として注目された。彼は、以前にもリコ山から南西に70km離れたマブ山を同様に発見している。これらの発見は、Google Earthを用いて、顕著な地形や植生の特徴を探すという手法によるものである。
また、2018年5月には、ベイリス自らが他分野にわたる調査チームを率いて、リコ山の切り立った岸壁を登攀し、その独特な生態系の調査を行った。調査前は、以前に人間が山頂の森林に立ち入った可能性は低いと考えられていたが、調査によって壺がいくつか発見された。これらはおそらく宗教的な目的により、山頂にある小川の水源に置かれたものだとみられており、人間の足跡を証明するものとなった。